# Bulevardi Dëshmorët e Kombit

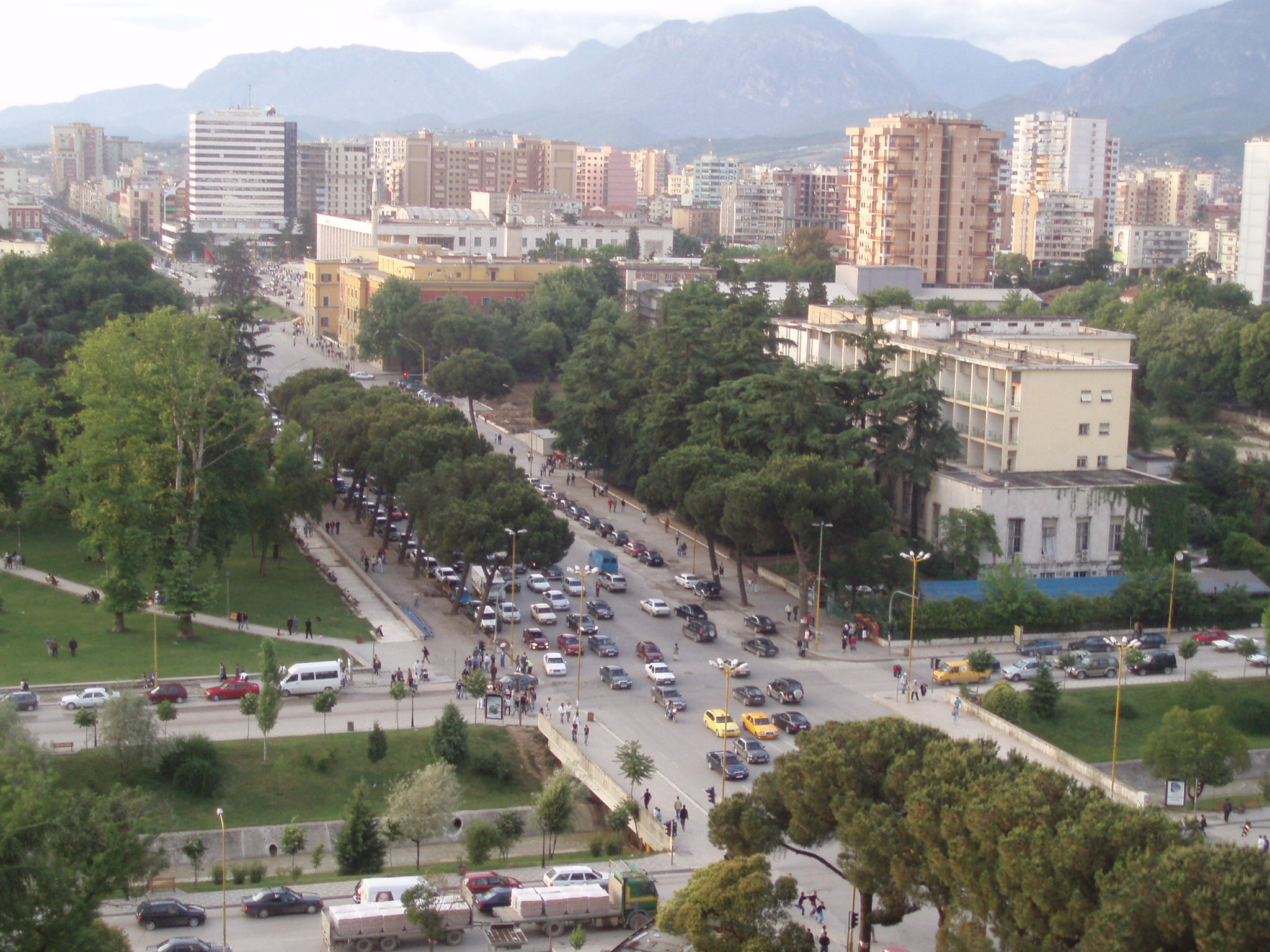
Der nördliche Abschnitt des Boulevards mit Lanabrücke

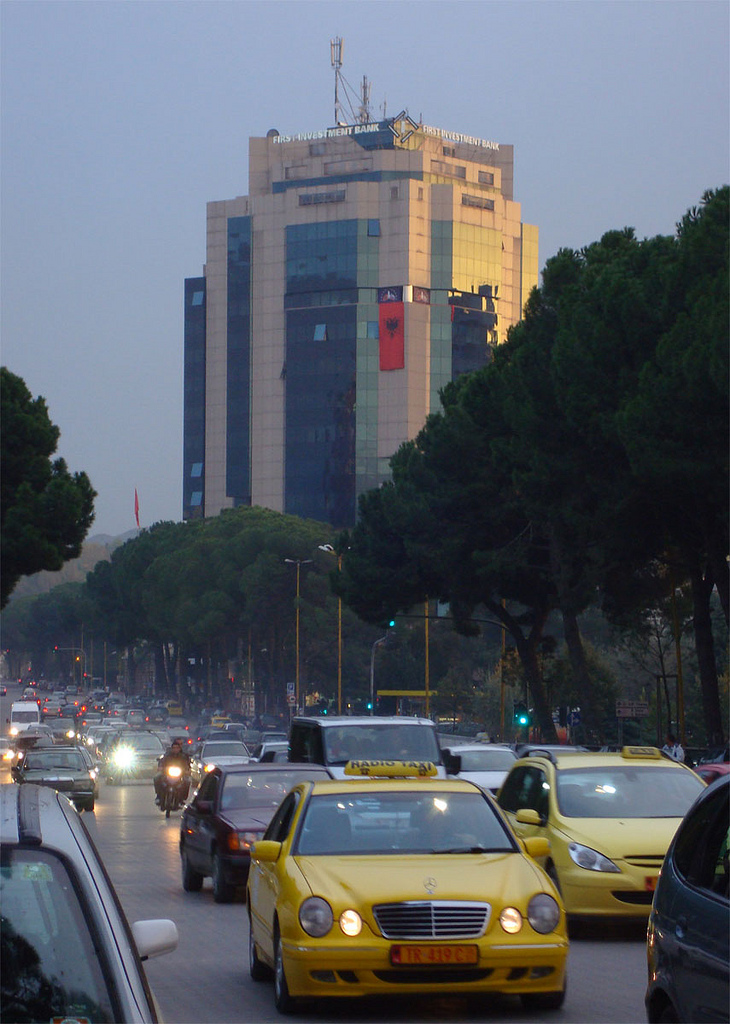
Abendliche Rush-Hour nördlich der Lana – im Hintergrund die südlich gelegenen Twin Towers

Der Bulevardi Dëshmorët e Kombit (albanisch für Boulevard der Märtyrer der Nation) ist die wichtigste Prachtstraße der albanischen Hauptstadt Tirana. Sie führt vom zentralen Skanderbeg-Platz rund einen Kilometer Richtung Süden zum Mutter-Teresa-Platz bei der Universität.
Der etwa sechsspurige Boulevard wird gesäumt von Bäumen und vielen wichtigen öffentlichen Gebäuden insbesondere von der Regierung. Er beginnt in der Mitte des Ministerienkomplexes, der den südlichen Abschluss des Skanderbeg-Platzes bildet. Etwa nach der Hälfte seines Verlaufs quert der Boulevard die Lana. Als visuelle Endpunkte dienen das Reiterbild von Skanderbeg auf dem Skanderbeg-Platz und das Hauptgebäude der Universität am Mutter-Teresa-Platz, auf die der Boulevard zuläuft.
| Gebäude, Anlagen und Querstraßen von Nord nach Süd | Gebäude, Anlagen und Querstraßen von Nord nach Süd | Gebäude, Anlagen und Querstraßen von Nord nach Süd |
| rechtsseitig |                                                    | linksseitig |
| --- | -------------------------------------------------- | --- |
| Skanderbeg-Platz (Nord) |                                                    | |
| - Ministerien - Rruga Myslym Shyri - Rinia-Park - Bulevard Gjergj Fishta - Lana - Bulevard Bajram Curri - Park mit Büsten der Frashëri-Brüder - Twin Towers - Parlamentsbüros - Rruga Ismail Qemali - Kleiner Park mit Post-bllok-Denkmal - Rruga Abdyl Frashëri - Presidenca |                                                    | - Ministerien - Rruga Murat Toptani - Nationale Kunstgalerie - Hotel Dajti - Bulevard Zhan D'Ark - Lana - Bulevard Bajram Curri - Pyramide von Tirana - Ministerrat - Rruga Ismail Qemali - Hotel Europapark - Rruga Asim Zeneli - Kongress-Palast |
| Mutter-Teresa-Platz (Süd) |                                                    | |

Die Straße wurde im Rahmen einer Neugestaltung der albanischen Hauptstadt in den 1930er und 1940er Jahren angelegt. Für die damals rasant wachsende Stadt, die sich nördlich der Lana konzentrierte, wurde eine Ausdehnung über das Flüsschen nach Süden vorgesehen. Ein nie ausgeführter Plan des Italieners Armando Brasini war der Grundstein für die weitere Stadtentwicklung mit einem von Regierungsgebäuden gesäumten Boulevard als Nord-Süd-Achse.

„Der Teilplan von Brasini sah zwei durch eine Prachtstraße miteinander verbundene Verwaltungszentren vor: den Platz der Ministerien (Skanderbeg) und den der Präsidentschaftskanzlei (Mutter Teresa/Nënë Tereza). Heute, nach fast hundert Jahren, ist diese Prachtstraße noch immer die größte und schönste in Albanien.“

Der österreichische Architekt Wolfgang Köhler verfeinerte die Stadtplanung weiter. Ab 1930 wurde sein Plan aus dem Jahr 1928, der eine mindestens 35 Meter breiten Nord-Süd-Achse vorsah, allmählich auch umgesetzt, wobei diese aber nur nördlich des Skanderbeg-Platzes gebaut wurde. Nach dem Einmarsch der Italiener in Albanien im Jahr 1939 gingen die Bauarbeiten am Boulevard weiter. Es wurde der Pracht-Boulevard und viele Regierungsgebäude sowie das Hotel Dajti erbaut. Die Straße und vor allem der südlich angrenzende, von Kolonnaden und Prachtbauten umgebene Mutter-Teresa-Platz – von den italienischen Faschisten Viale del Impero und Piazza del Littorio genannt – bildeten eine Einheit. Dem ausführenden Architekten Gherardo Bosio wird nachgesagt, den Plan so ausgearbeitet zu haben, dass die beiden Plätze, der Boulevard und das Stadion zusammen die Form eines faschistischen Liktorbeils bilden, wobei die Straße den Stiel des Beils darstellt. 
Bereits 1934/35 war die Lana-Brücke gebaut worden.

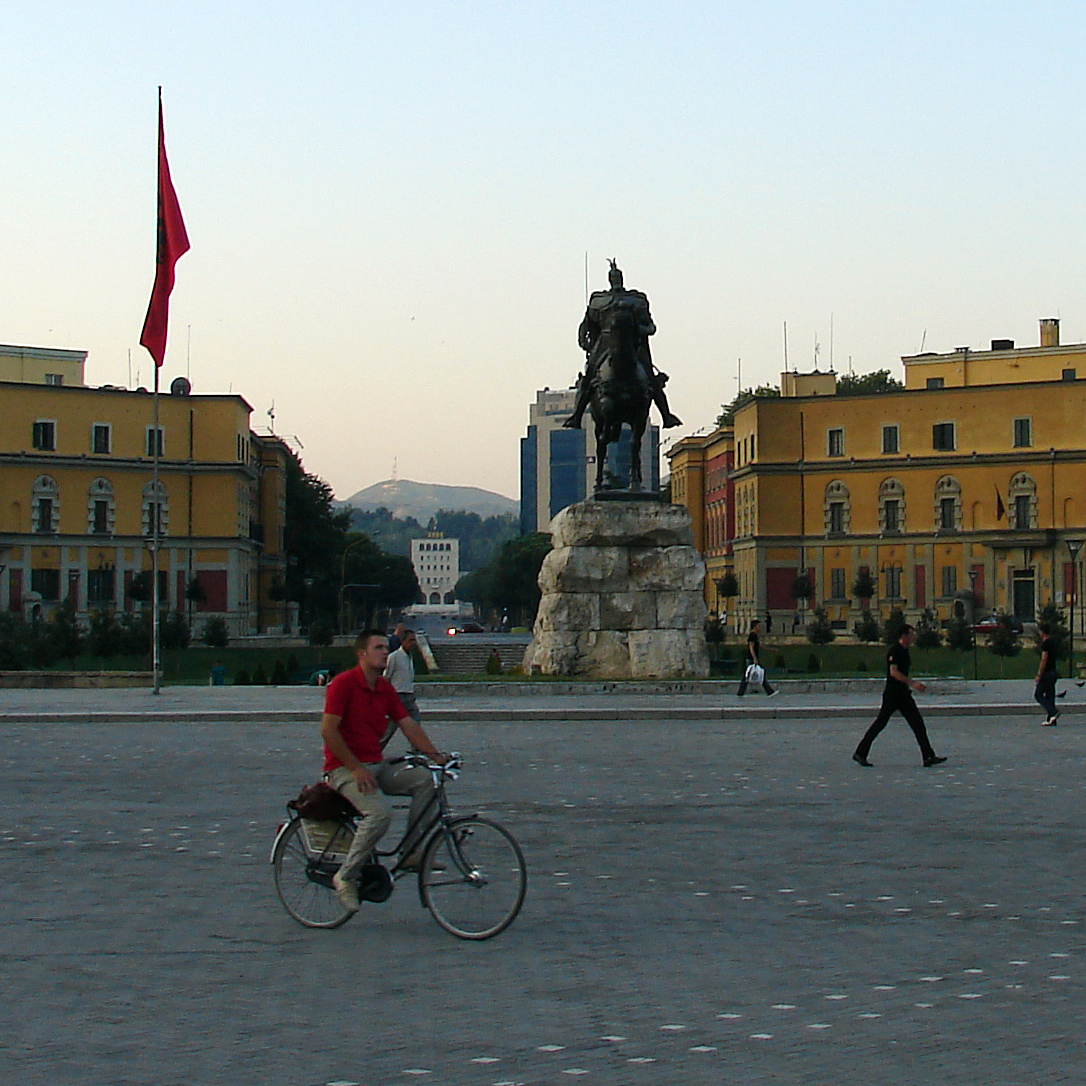
Blick vom Skanderbeg-Platz mit Ministerien entlang des Boulevards zur Universität; hinter dem Denkmal die Twin Towers

In kommunistischer Zeit entstanden diverse weitere wichtige Gebäude entlang der Straße: der Amtssitz des Präsidenten, die Nationale Kunstgalerie, die Pyramide von Tirana und der Kongress-Palast. In den 1990er Jahren wurde noch ein Hotel einer österreichischen Kette errichtet, nach der Jahrtausendwende folgte mit dem aus zwei fünfzehnstöckigen Türmen bestehenden Büro- und Geschäftsgebäude Twin Towers ein weiterer markanter Neubau. Der Skanderbeg-Platz wurde wiederholt umgestaltet und ist seit 2017 verkehrsbefreit. Auch der Mutter-Teresea-Platz erfährt immer wieder konzeptionelle Änderungen. Das alte Stadion nebenan wurde 2019 durch einen Neubau mit Hotelturm ersetzt.
Auf Höhe der Kunstgalerie standen sich bis 1991 Statuen von Lenin und Stalin gegenüber. Letztere galt als letztes öffentlich stehendes Stalin-Denkmal Europas. 2013 wurde etwas weiter südlich das Mahnmal Post-bllok eröffnet, das an die Opfer des Kommunismus erinnert und aus Stützen aus einem Bergwerk eines Arbeitslagers, einem Bunker und einem Stück Berliner Mauer.
Die kommunistische Regierung veranstaltete auf dem Prachtboulevard regelmäßig Paraden. Allabends wurde er von vielen Spaziergängern bevölkert.
 Heute ist der Boulevard eine wichtige Verkehrsachse. Gelegentlich finden auf dem Boulevard und den Plätzen am Ende noch Feste und politische Veranstaltungen statt. Auch während wichtigen islamischen Feiertagen – etwa dem Opferfest und dem Fest des Fastenbrechens – wird die Straße oft von Tausenden Gläubigen als Platz zum Beten genutzt.
Zeitweilig trug auch die nördliche Fortsetzung der Achse zwischen Skanderbeg-Platz und dem alten Bahnhof den Namen Bulevard Dëshmorët e Kombit. Dieser Straßenabschnitt ist schon früher angelegt worden. Er wurde bald nach Vittorio Emanuele III. benannt, später in Stalin-Boulevard umgetauft. Nach dem Zusammenbruch des kommunistischen Regimes erhielt er wieder seinen ursprünglichen Namen Bulevardi Zogu i parë.
Die bestehende Nord-Süd-Achse wird derzeit noch über den ehemaligen Bahnhof hinaus weiter nach Norden erweitert. Zudem ist geplant, zwei Tramlinien durch die Innenstadt zu führen; die eine soll entlang des Boulevards führen und am Mutter-Teresa-Platz enden.

## Bilder

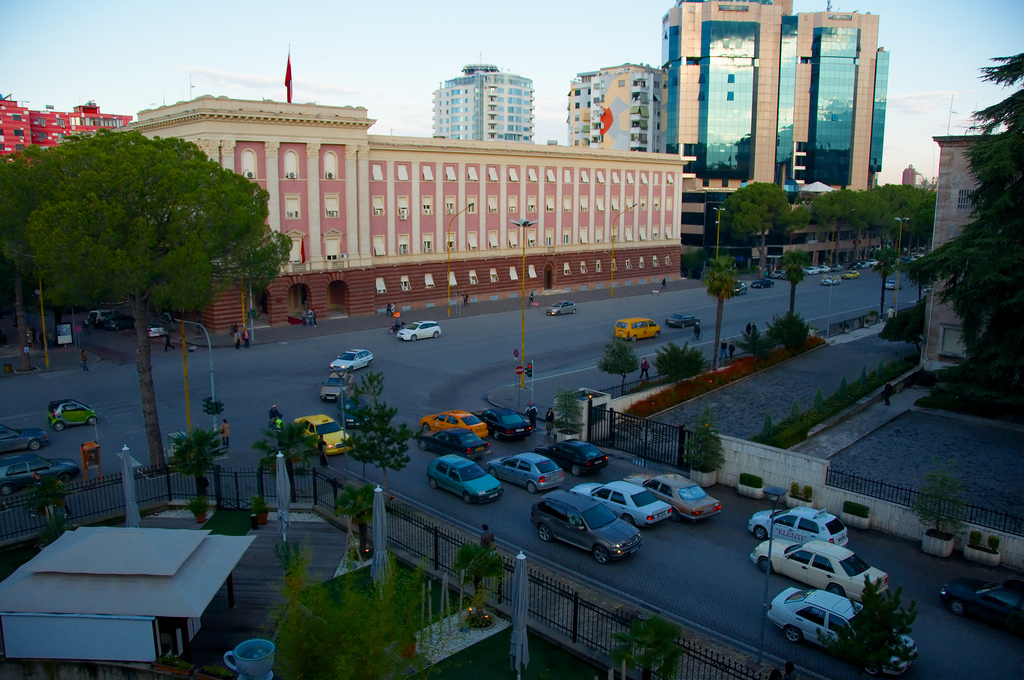
Südlicher Abschnitt mit Kuvendi, Twin Towers und Ministerrat (ganz rechts)
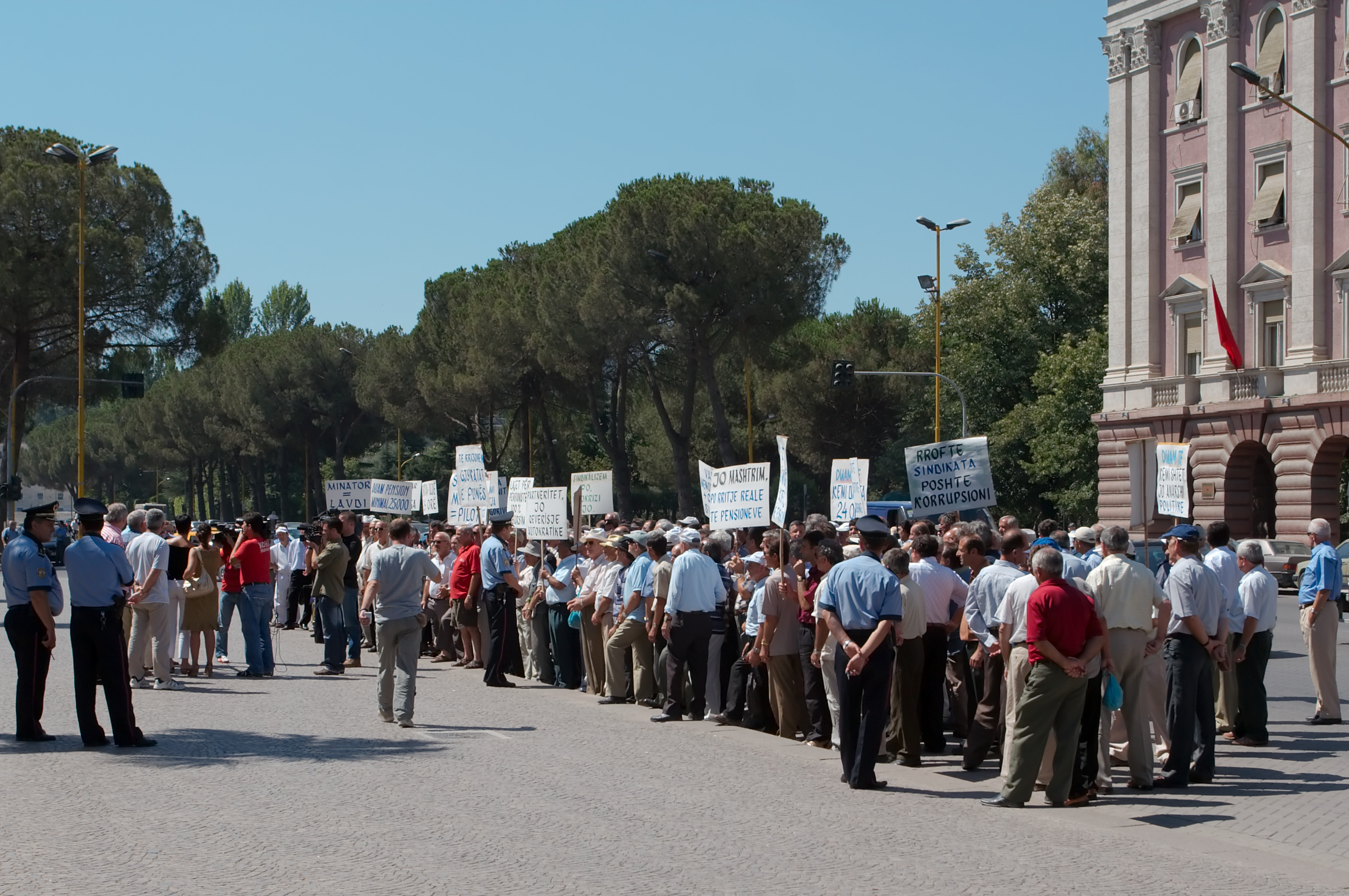
Protest von Minenarbeitern vor dem Ministerrat (2007)
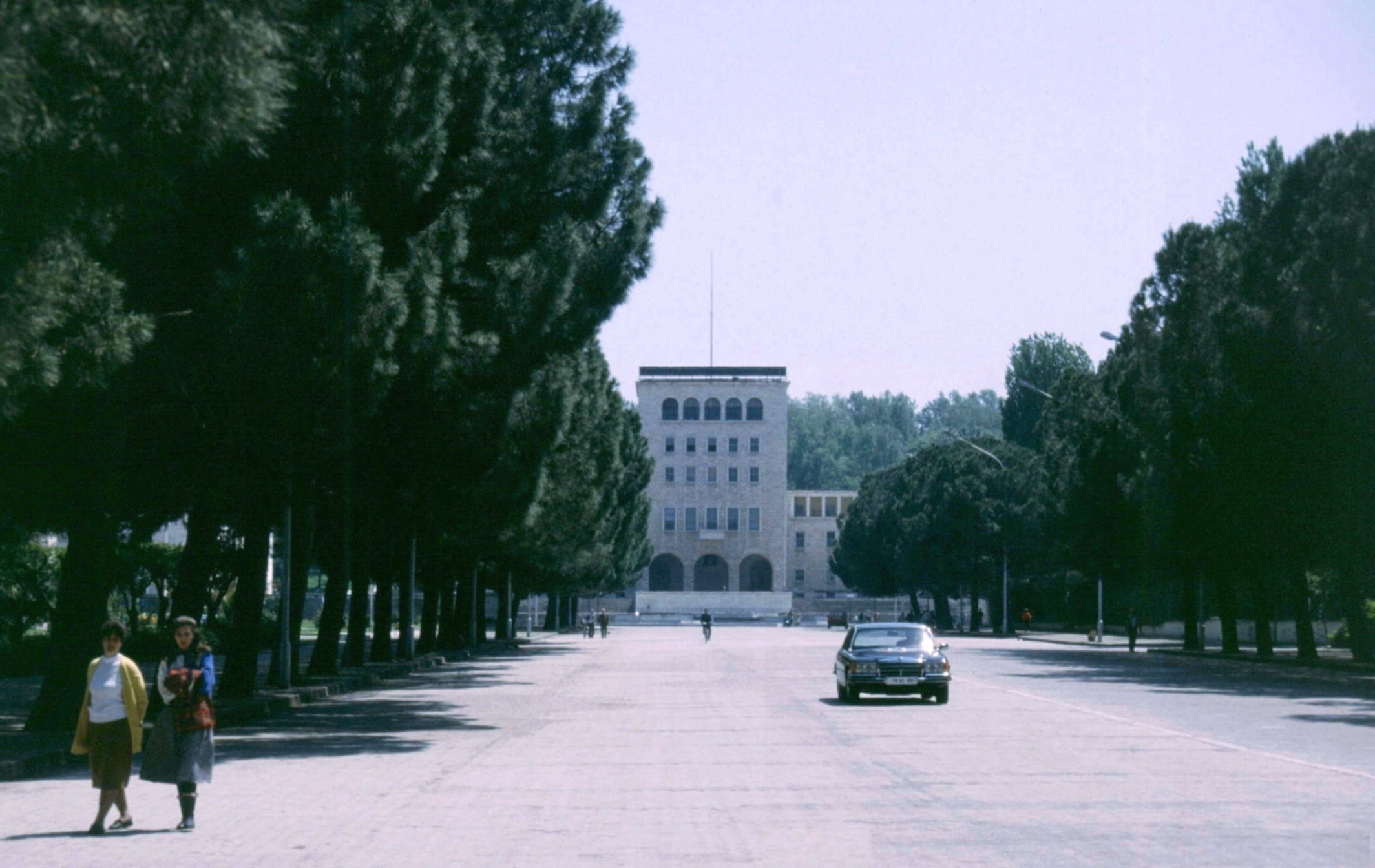
Südliches Ende mit Universität im Jahr 1991
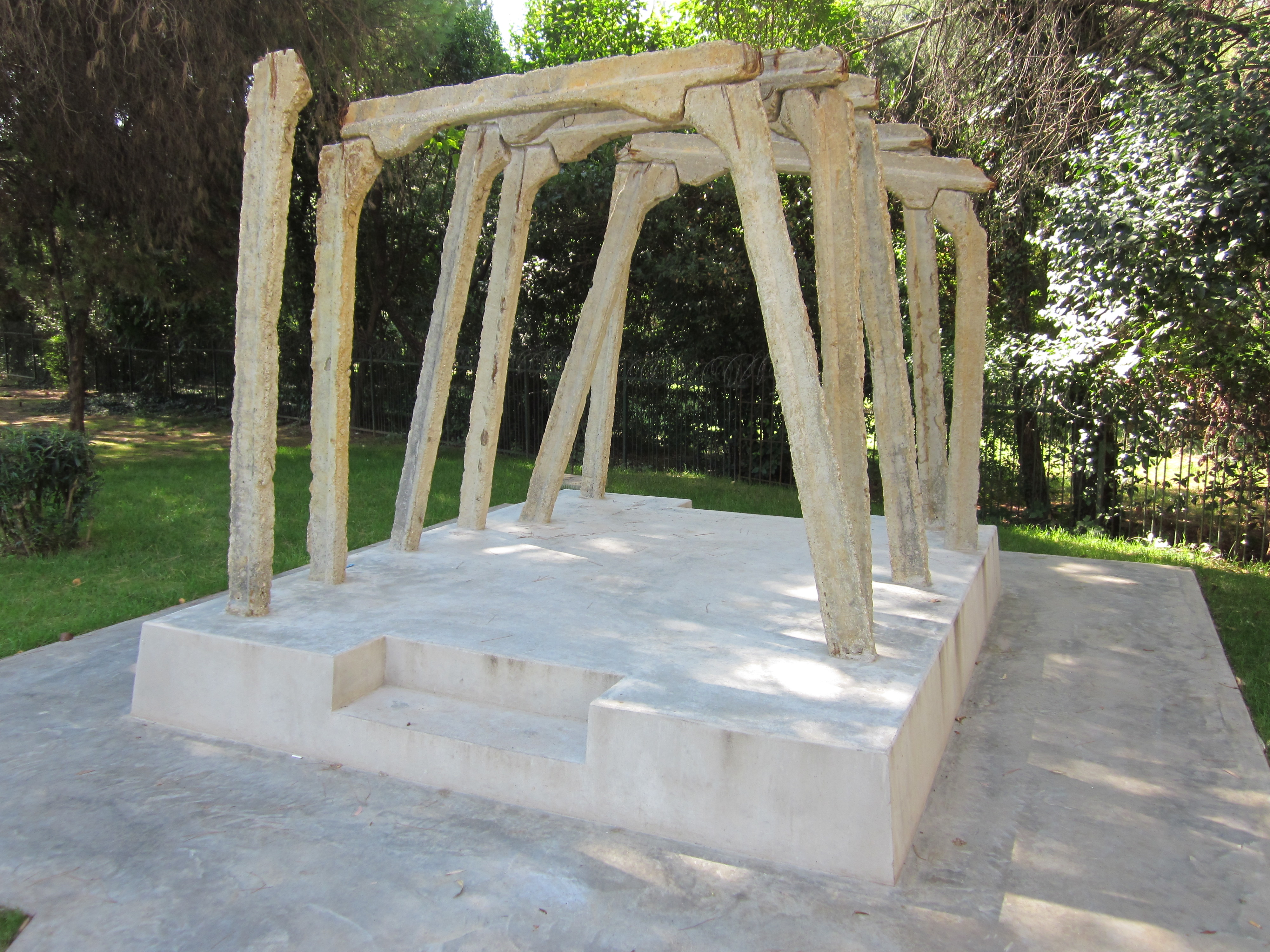
Teil des Denkmals Post-bllok